# Vampire Hunter D : Chasseur de vampires
 (février 2020).
Si vous disposez d'ouvrages ou d'articles de référence ou si vous connaissez des sites web de qualité traitant du thème abordé ici, merci de compléter l'article en donnant les références utiles à sa vérifiabilité et en les liant à la section « Notes et références ».
Vampire Hunter D : Chasseur de vampires (バンパイアハンターD, Banpaia hantā D) est un film d'animation japonais dirigé par Toyoo Ashida, adaptation du roman Vampire Hunter D de Hideyuki Kikuchi.
Vampire Hunter D est une animation japonaise dessinée par Yoshitaka Amano (Final Fantasy) racontant l'histoire d'un homme, D, qui est un dhampire, c'est-à-dire un être mi-humain, mi-vampire. Il est envoyé sur les terres d'un comte vieux de 10000 ans qui attaque les habitants d'un village tranquille.
En 2000 sort une suite intitulée Vampire Hunter D : Bloodlust.

## Fiche technique
- Titre : Vampire Hunter D : Chasseur de vampires
- Directeur : Toyoo Ashida
- Scenario : Hideyuki Kikuchi
- Production : Hiroshi Hida, Mitsuhisa et Yukio Nagasaki
- Pays d'origine : Japon
- Genre : Horreur
- Durée : 80 minutes (1 h 20)
- Année de production : 21 décembre 1985
- Production : Ashi
- Édité en DVD zone 2 par Kaze